# Raise the Alarm
Albums de The Sunshine Underground
Nobody's Coming to Save You
(2010)
Raise the Alarm est le premier album du groupe anglais de rock indépendant The Sunshine Underground, publié le 28 août 2006, par City Rockers.

## Liste des chansons
| No  | Titre                                  | Durée |
| --- | -------------------------------------- | ----- |
| 1.  | Wake Up                                | 2:31  |
| 2.  | Put You in Your Place                  | 3:14  |
| 3.  | Dead Scene                             | 3:55  |
| 4.  | The Way It Is                          | 5:14  |
| 5.  | Commercial Breakdown                   | 3:50  |
| 6.  | Somebody's Always Getting in the Way   | 3:00  |
| 7.  | Borders                                | 4:02  |
| 8.  | Panic Attack                           | 3:44  |
| 9.  | I Ain't Losing Any Sleep               | 4:19  |
| 10. | My Army                                | 4:09  |
| 11. | Raise the Alarm                        | 5:15  |
| 12. | Climbing Up the Walls (chanson cachée) | 3:37  |